# وقت الذروة

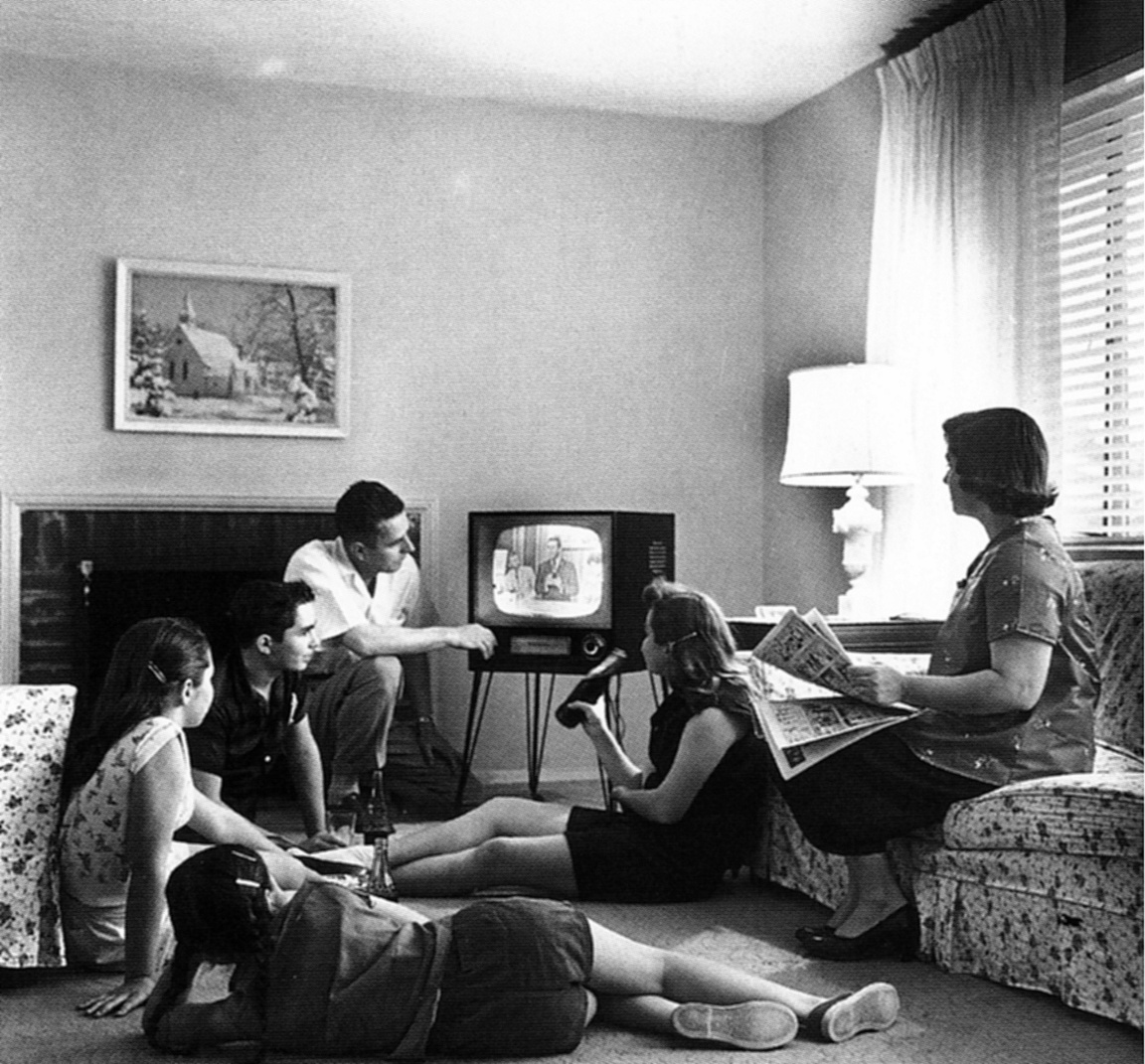
عائلة تشاهد التلفاز عام 1958م

وقت الذروة هو كتلة البرمجة الإذاعية التي تحدث في منتصف المساء لعرض تلفزيوني. يستهدف في الغالب البالغين (وأحيانًا العائلات). يتم استخدامه من قبل شبكات التلفزيون الكبرى لبث برامج موسمهم الليلية. غالبًا ما يتم تعريف مصطلح وقت الذروة من حيث فترة زمنية محددة – على سبيل المثال (في الولايات المتحدة)، بدءًا من الساعة 8:00 مساءً حتى 11:00 مساءً (التوقيت الشرقي والمحيط الهادئ) أو 7:00 مساءً حتى 10:00 مساءً (التوقيت المركزي والجبلي). في الهند وبعض دول الشرق الأوسط، يكون وقت الذروة من البرامج التي يتم بثها على التلفزيون بين الساعة 8:00 مساءً و10:00 مساءً.

## أمريكا الشمالية

### الولايات المتحدة
وقت الذروة هو فصل اليوم (جزء من جدول برمجة اليوم) مع معظم المشاهدين وهو عمومًا المكان الذي تجني فيه شبكات التلفزيون والمحطات المحلية الكثير من عائدات إعلاناتها. في السنوات الأخيرة، كان الإنفاق على الإعلانات التلفزيونية في الولايات المتحدة هو الأعلى خلال العروض الدرامية في أوقات الذروة.